# Seyla Benhabib
Seyla Benhabib, née le 9 septembre 1950 à Istanbul, est professeure de sciences politiques et de philosophie à l'Université Columbia où elle dirige le programme d'éthique, politique et économie.

## Biographie
Elle a obtenu un B.A. en lettres (Humanities) au Collège américain de filles à Istanbul en Turquie en 1970, puis un B.A. en philosophie à l'université Brandeis aux États-Unis en 1972, et un doctorat en philosophie à l'université de Yale en 1977. 
Elle a enseigné dans les départements de philosophie de l'université de Boston, à l'université d'État de New York à Stony Brook, à la New School for Social Research et au département du gouvernement à l'université Harvard. Elle est l'auteur de plusieurs livres, dont les plus notables concernent les philosophes Hannah Arendt et Jurgen Habermas. Elle a aussi travaillé avec plusieurs philosophes et universitaires tels que Herbert Marcuse. Benhabib mêle théorie critique et théorie féministe. Elle est mariée au journaliste et écrivain Jim Sleeper, qui travaille également à Yale. Elle fait partie du comité de lecture du Ethics & International Affairs Journal.

## Activités de recherche

### Théorie de la démocratie
Pour Seyla Benhabib, les cultures ne sont pas monolithiques mais se forment dans le dialogue entre les autres cultures. Elles correspondent à un renouvellement constant des frontières imaginaires. Pour les théoriciens démocratiques, les individus sont plus importants que la préservation des cultures. En démocratie, chaque personne devrait selon Seyla Benhabib décider de sa propre vie. Elle retient trois conditions pour assurer la coexistence du pluralisme et du cosmopolitisme :
1) Réciprocité égalitaire : les membres de minorités doivent avoir les mêmes droits civiques, politiques, économiques et culturels que la majorité.

2) Assentiment volontaire : Quand une personne naît, elle ne doit pas être considérée automatiquement comme appartenant à une religion ou à une culture. L'état ne devrait pas laisser les communautés définir les vies des individus. Les membres d'une société ont le droit de s'exprimer eux-mêmes et il est souhaitable de demander aux adultes s'ils choisissent d'appartenir à cette communauté.

3) Liberté de sortie et d'association : Tout individu doit pouvoir sortir de son groupe. Quand les membres d'un groupe épousent quelqu'un d'un autre groupe, ils ont le droit d'en rester membre. Des accommodements doivent être trouvés pour les mariages intergroupes et leurs enfants.

La coexistence entre la diversité culturelle et l'égalité démocratique est un sujet controversé. La première condition est en effet enfreinte par beaucoup de cultures, chaque nation État comprend des groupes qui ne sont pas acceptés par la majorité. Certains gouvernements ne font rien pour faire cesser ces discriminations, ou les encouragent. Les deux autres conditions sont tout aussi problématiques.

### Frontières
La vision cosmopolite de Seyla Benhabib s'inspire du philosophe Emmanuel Kant et de sa paix perpétuelle. Selon Kant, en accord avec le droit d'hospitalité universelle, chaque personne a le droit d'aller où elle le veut, sans avoir à craindre l'hostilité de ses hôtes. Seyla Benhabib prend ce droit comme point de départ de sa réflexion sur la migration et les réfugiés. Elle ainsi va plus loin que Kant en disant que le droit d'hospitalité devrait s'appliquer non seulement pour les visites mais aussi pour les séjours à long terme (cas de l'asile politique)

## Publications
- The Rights of Others (Cambridge University Press, 2004)
- The Reluctant Modernism of Hannah Arendt (Rowman and Littlefield, 2003)
- The Claims of Culture (Princeton University Press, 2002)
- Democracy and Difference (Princeton University Press, 1996)
- Critique, Norm and Utopia
- Situating the Self : Gender, Community and Postmodernism in Contemporary Ethics (Routledge, 1992)

## Distinctions
- 2018 : docteure honoris causa de l'université de Genève[2]
- 2024 : docteure honoris causa de l'UCLouvain[3]